# Галвеяш
Галве́яш (порт. Galveias)  —  район (фрегезия) в Португалии,  входит в округ Порталегри. Является составной частью муниципалитета  Понти-ди-Сор. По старому административному делению входил в провинцию Рибатежу. Входит в экономико-статистический  субрегион Алту-Алентежу, который входит в Алентежу. Население составляет 1429 человек на 2001 год. Занимает площадь 79,75 км².
Покровителем района считается Святой Лоренсо (порт. São Lourenço). 